# 京王杯2歳ステークス

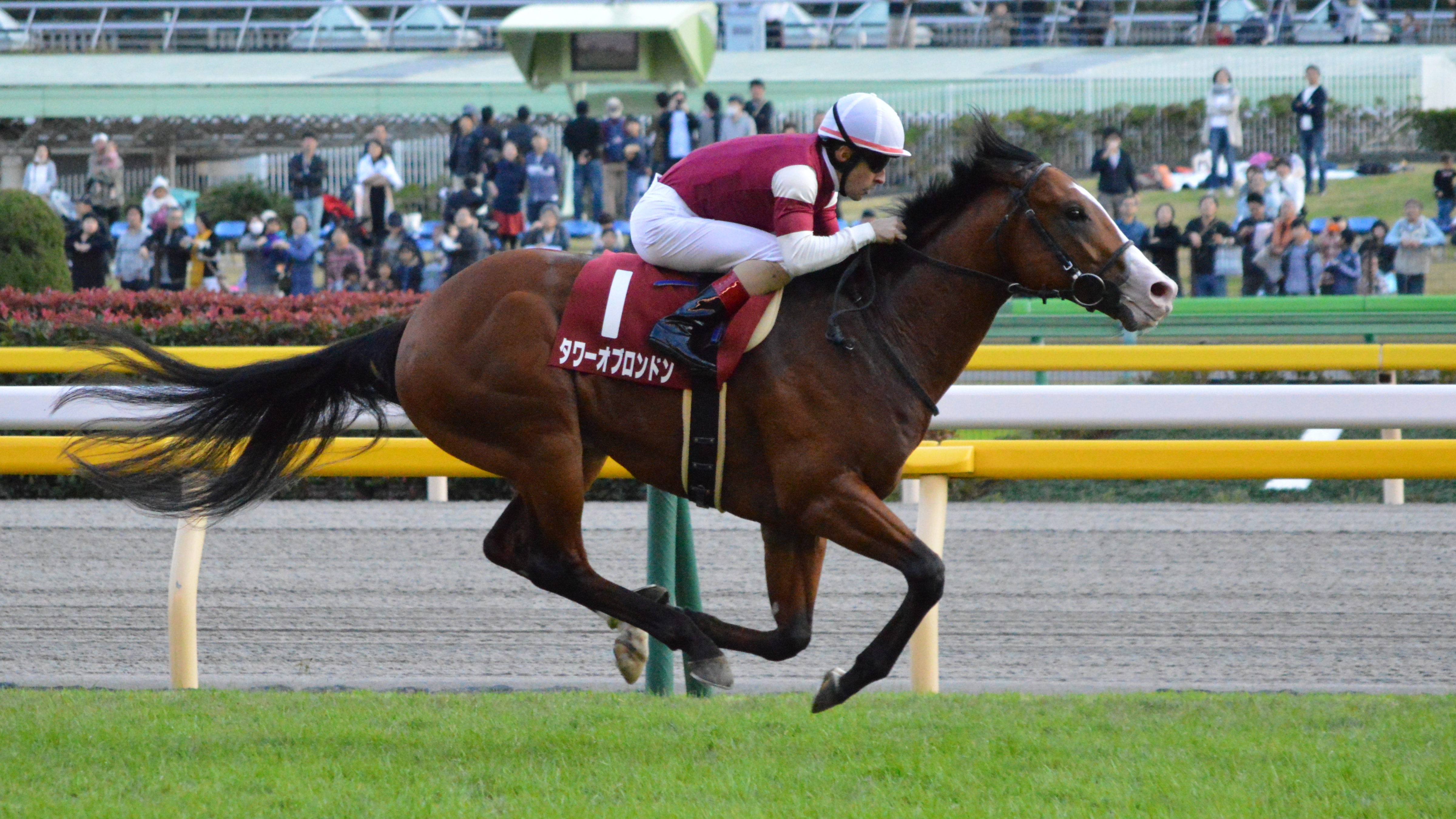
2017年京王杯2歳ステークス

京王杯2歳ステークス（けいおうはいにさいステークス）は、日本中央競馬会 (JRA) が東京競馬場で施行する中央競馬の重賞競走（GII）である。 
寄贈賞を提供する京王電鉄は、東京都多摩市（1988年までは東京都新宿区）に本社を置き、東京競馬場最寄りの府中競馬正門前駅を含む京王線および競馬場線を運営する大手私鉄。
正賞は京王電鉄株式会社賞。

## 概要
阪神ジュベナイルフィリーズと朝日杯フューチュリティステークスの前哨戦として位置付けられており、中央競馬で行われる2歳馬限定の重賞競走としては3番目に長い歴史を持つ。
1965年（昭和40年）、京成電鉄の寄贈賞を受けて「京成杯3歳ステークス（けいせいはいさんさいステークス）」の名称で創設。1980年（昭和55年）に開催日割の変更で東京競馬場へ移設され、1998年に「京王杯3歳ステークス（けいおうはいさんさいステークス）」と改称。馬齢制度の見直しに伴い2001年（平成13年）より現名称となった。第1回は中山競馬場の芝1200mで行われたが、1980年より東京競馬場・芝1400mに変更され現在に至る。
外国産馬は1989年、地方競馬所属馬は1995年からそれぞれ出走可能になり、2010年からは外国馬も出走可能な国際競走となった。
JRAで行われる沿線大手私鉄5社の冠競走に於いて、スプリングカップと同じGII競走である。

### 競走条件
以下の内容は、2024年現在のもの。
出走資格：サラ系2歳
- JRA所属馬（外国産馬含む、未出走馬及び未勝利馬は除く）
- 地方競馬所属馬（後述）
- 外国調教馬（優先出走）

負担重量：馬齢（牡馬・セン馬56kg、牝馬55kg）
朝日杯フューチュリティステークスのステップ競走に指定されており、地方競馬所属馬は朝日杯フューチュリティステークスの出走候補馬（3頭まで）に優先出走が認められている。また、本競走で2着以内の成績を収めた地方競馬所属馬には朝日杯フューチュリティステークスの優先出走権が与えられる。

### 賞金
2024年の1着賞金は3800万円で、以下2着1500万円、3着950万円、4着570万円、5着380万円。

## 歴史
- 1965年 - 3歳馬による重賞競走として「京成杯3歳ステークス」の名称で創設、中山競馬場・芝1200mで施行[5]。
- 1984年 - グレード制施行によりGII[注 3]に格付け[5]。
- 1989年 - 混合競走に指定され、外国産馬が出走可能になる[5]。
- 1995年 - 指定交流競走に指定され、地方競馬所属馬が出走可能になる[5]。
- 1998年 - 名称を「京王杯3歳ステークス」に変更[5][注 1]。
- 2001年
  - 馬齢表示の国際基準への変更に伴い、出走条件を「2歳」に変更。
  - 名称を「京王杯2歳ステークス」に変更[5]。
- 2007年 - 日本のパートI国昇格に伴い、格付表記をJpnIIに変更[5]。
- 2010年
  - 国際競走に変更され、外国馬が9頭まで出走可能になる[5]。
  - 格付表記をGII（国際格付）に変更[5]。

### 歴代優勝馬
優勝馬の馬齢は、2000年以前も現行表記に揃えている。
コース種別を記載していない距離は、芝コースを表す。
競走名は第33回まで「京成杯3歳ステークス」、第34回から第36回までは「京王杯3歳ステークス」。
| 回数   | 施行日         | 競馬場 | 距離  | 優勝馬             | 性齢 | タイム   | 優勝騎手   | 管理調教師 | 馬主                                 |
| ------ | -------------- | ------ | ----- | ------------------ | ---- | -------- | ---------- | ---------- | ------------------------------------ |
| 第1回  | 1965年10月17日 | 中山   | 1200m | ハイアデス         | 牡2  | 1分12秒0 | 加賀武見   | 小西喜蔵   | 椎野浅五郎                           |
| 第2回  | 1966年11月20日 | 中山   | 1200m | メジロフレーム     | 牡2  | 1分11秒0 | 矢野一博   | 八木沢勝美 | 北野豊吉                             |
| 第3回  | 1967年10月29日 | 中山   | 1200m | ヤマトダケ         | 牝2  | 1分13秒2 | 島田功     | 稲葉幸夫   | 北條三郎                             |
| 第4回  | 1968年10月20日 | 東京   | 1400m | ショウゲッコウ     | 牝2  | 1分26秒0 | 佐藤征助   | 田中朋次郎 | 村松健一                             |
| 第5回  | 1969年11月2日  | 中山   | 1200m | アローエクスプレス | 牡2  | 1分10秒7 | 加賀武見   | 高松三太   | 伊達秀和                             |
| 第6回  | 1970年10月10日 | 中山   | 1200m | スズランパス       | 牝2  | 1分10秒5 | 郷原洋行   | 西塚十勝   | 鈴木武二                             |
| 第7回  | 1971年10月10日 | 中山   | 1200m | トクザクラ         | 牝2  | 1分13秒2 | 田村正光   | 梶与四松   | （有）徳間牧場                       |
| 第8回  | 1972年10月15日 | 中山   | 1200m | マミーブルー       | 牝2  | 1分10秒9 | 藤本勝彦   | 藤本冨良   | 竹内専一                             |
| 第9回  | 1973年10月7日  | 中山   | 1200m | カーネルシンボリ   | 牡2  | 1分13秒0 | 西野桂     | 野平省三   | 和田共弘                             |
| 第10回 | 1974年10月20日 | 中山   | 1200m | テスコガビー       | 牝2  | 1分10秒2 | 菅原泰夫   | 仲住芳雄   | 長島忠雄                             |
| 第11回 | 1975年10月19日 | 東京   | 1400m | フェアスポート     | 牡2  | 1分25秒2 | 嶋田潤     | 藤本冨良   | （有）ターフ・スポート               |
| 第12回 | 1976年10月24日 | 中山   | 1200m | セーヌスポート     | 牝2  | 1分12秒9 | 嶋田功     | 稲葉幸夫   | （有）ターフ・スポート               |
| 第13回 | 1977年10月23日 | 中山   | 1200m | タケデン           | 牡2  | 1分10秒0 | 岡部幸雄   | 鴨田次男   | 武市伝一                             |
| 第14回 | 1978年10月22日 | 中山   | 1200m | ジェットバージ     | 牡2  | 1分10秒4 | 郷原洋行   | 稗田善彦   | 上総興業（有）                       |
| 第15回 | 1979年10月21日 | 中山   | 1200m | シャダイダンサー   | 牝2  | 1分10秒1 | 竹原啓二   | 松山吉三郎 | 吉田善哉                             |
| 第16回 | 1980年10月19日 | 東京   | 1400m | タケノダイヤ       | 牝2  | 1分24秒8 | 中島啓之   | 仲住芳雄   | 大沢良丈                             |
| 第17回 | 1981年11月1日  | 東京   | 1400m | イーストボーイ     | 牡2  | 1分22秒4 | 根本康広   | 橋本輝雄   | 加藤久枝                             |
| 第18回 | 1982年11月7日  | 東京   | 1400m | ドウカンヤシマ     | 牡2  | 1分26秒3 | 郷原洋行   | 田中朋次郎 | 新井操                               |
| 第19回 | 1983年11月6日  | 東京   | 1400m | ハーディービジョン | 牡2  | 1分25秒6 | 的場均     | 柄崎義信   | 鈴木健司                             |
| 第20回 | 1984年11月4日  | 東京   | 1400m | ダイナシュート     | 牝2  | 1分23秒6 | 柴田政人   | 矢野進     | （有）社台レースホース               |
| 第21回 | 1985年11月3日  | 東京   | 1400m | ダイシンフブキ     | 牡2  | 1分23秒2 | 菅原泰夫   | 柴田寛     | 高橋金次                             |
| 第22回 | 1986年11月2日  | 東京   | 1400m | ホクトヘリオス     | 牡2  | 1分23秒3 | 南田美知雄 | 中野隆良   | 森滋                                 |
| 第23回 | 1987年11月15日 | 東京   | 1400m | シノクロス         | 牝2  | 1分23秒9 | 嶋田功     | 西塚十勝   | 福井裕                               |
| 第24回 | 1988年11月13日 | 東京   | 1400m | ドクタースパート   | 牡2  | 1分24秒0 | 的場均     | 柄崎孝     | 松岡悟                               |
| 第25回 | 1989年11月12日 | 東京   | 1400m | サクラサエズリ     | 牝2  | 1分22秒9 | 木藤隆行   | 境勝太郎   | （株）さくらコマース                 |
| 第26回 | 1990年11月11日 | 東京   | 1400m | ビッグファイト     | 牡2  | 1分23秒4 | 小島太     | 境勝太郎   | 戸澤澄                               |
| 第27回 | 1991年11月10日 | 東京   | 1400m | ヤマニンミラクル   | 牡2  | 1分22秒6 | 田島良保   | 浅見国一   | 土井薫                               |
| 第28回 | 1992年11月15日 | 東京   | 1400m | マイネルキャッスル | 牡2  | 1分23秒0 | 柴田善臣   | 河野通文   | （株）サラブレッドクラブ・ラフィアン |
| 第29回 | 1993年11月13日 | 東京   | 1400m | ヤマニンアビリティ | 牡2  | 1分22秒9 | 横山典弘   | 浅見国一   | 土井薫                               |
| 第30回 | 1994年11月12日 | 東京   | 1400m | ゴーゴーナカヤマ   | 牡2  | 1分22秒0 | 加藤和宏   | 小西一男   | 和泉信一                             |
| 第31回 | 1995年11月11日 | 東京   | 1400m | アジュディケーター | 牝2  | 1分23秒5 | 加藤和宏   | 佐藤全弘   | 関駿也                               |
| 第32回 | 1996年11月9日  | 東京   | 1400m | マイネルマックス   | 牡2  | 1分22秒9 | 佐藤哲三   | 中村均     | （株）サラブレッドクラブ・ラフィアン |
| 第33回 | 1997年11月8日  | 東京   | 1400m | グラスワンダー     | 牡2  | 1分21秒9 | 的場均     | 尾形充弘   | 半沢（有）                           |
| 第34回 | 1998年11月14日 | 東京   | 1400m | ウメノファイバー   | 牝2  | 1分22秒8 | 蛯名正義   | 相沢郁     | 梅崎敏則                             |
| 第35回 | 1999年11月13日 | 東京   | 1400m | ダイワカーソン     | 牡2  | 1分23秒4 | 蛯名正義   | 増沢末夫   | 大和商事（株）                       |
| 第36回 | 2000年11月11日 | 東京   | 1400m | テイエムサウスポー | 牡2  | 1分22秒3 | 和田竜二   | 柴田光陽   | 竹園正繼                             |
| 第37回 | 2001年11月10日 | 東京   | 1400m | シベリアンメドウ   | 牡2  | 1分25秒8 | 後藤浩輝   | 堀井雅広   | 藤田与志男                           |
| 第38回 | 2002年11月9日  | 中山   | 1200m | ブルーコンコルド   | 牡2  | 1分09秒4 | 秋山真一郎 | 服部利之   | （株）荻伏レーシング・クラブ         |
| 第39回 | 2003年11月15日 | 東京   | 1400m | コスモサンビーム   | 牡2  | 1分21秒8 | 武豊       | 佐々木晶三 | 岡田美佐子                           |
| 第40回 | 2004年11月13日 | 東京   | 1400m | スキップジャック   | 牡2  | 1分22秒1 | 勝浦正樹   | 高橋裕     | ディアレスト                         |
| 第41回 | 2005年11月12日 | 東京   | 1400m | デンシャミチ       | 牡2  | 1分23秒3 | 柴田善臣   | 田中章博   | 小田切有一                           |
| 第42回 | 2006年11月11日 | 東京   | 1400m | マイネルレーニア   | 牡2  | 1分22秒6 | 松岡正海   | 西園正都   | （株）サラブレッドクラブ・ラフィアン |
| 第43回 | 2007年11月10日 | 東京   | 1400m | アポロドルチェ     | 牡2  | 1分22秒7 | 後藤浩輝   | 堀井雅広   | アポロサラブレッドクラブ             |
| 第44回 | 2008年11月15日 | 東京   | 1400m | ゲットフルマークス | 牡2  | 1分21秒6 | 四位洋文   | 岩戸孝樹   | （株）ジェイアール                   |
| 第45回 | 2009年11月14日 | 東京   | 1400m | エイシンアポロン   | 牡2  | 1分22秒0 | 池添謙一   | 岡田稲男   | 平井豊光                             |
| 第46回 | 2010年11月13日 | 東京   | 1400m | グランプリボス     | 牡2  | 1分21秒8 | M.デムーロ | 矢作芳人   | （株）グランプリ                     |
| 第47回 | 2011年11月12日 | 東京   | 1400m | レオアクティブ     | 牡2  | 1分22秒1 | 横山典弘   | 杉浦宏昭   | 田中博之                             |
| 第48回 | 2012年11月10日 | 東京   | 1400m | エーシントップ     | 牡2  | 1分21秒2 | 浜中俊     | 西園正都   | （株）栄進堂                         |
| 第49回 | 2013年11月9日  | 東京   | 1400m | カラダレジェンド   | 牡2  | 1分23秒1 | 田辺裕信   | 尾形和幸   | 子安裕樹                             |
| 第50回 | 2014年11月8日  | 東京   | 1400m | セカンドテーブル   | 牡2  | 1分21秒5 | 戸崎圭太   | 崎山博樹   | 山上和良                             |
| 第51回 | 2015年11月7日  | 東京   | 1400m | ボールライトニング | 牡2  | 1分22秒6 | 蛯名正義   | 宮本博     | （株）グリーンファーム               |
| 第52回 | 2016年11月5日  | 東京   | 1400m | モンドキャンノ     | 牡2  | 1分21秒9 | C.ルメール | 安田隆行   | ユアストーリー                       |
| 第53回 | 2017年11月4日  | 東京   | 1400m | タワーオブロンドン | 牡2  | 1分21秒9 | C.ルメール | 藤沢和雄   | H.H.シェイク・モハメド               |
| 第54回 | 2018年11月3日  | 東京   | 1400m | ファンタジスト     | 牡2  | 1分24秒7 | 武豊       | 梅田智之   | 廣崎利洋                             |
| 第55回 | 2019年11月2日  | 東京   | 1400m | タイセイビジョン   | 牡2  | 1分20秒8 | C.ルメール | 西村真幸   | 田中成奉                             |
| 第56回 | 2020年11月7日  | 東京   | 1400m | モントライゼ       | 牡2  | 1分21秒8 | C.ルメール | 松永幹夫   | （有）キャロットファーム             |
| 第57回 | 2021年11月6日  | 東京   | 1400m | キングエルメス     | 牡2  | 1分21秒3 | 坂井瑠星   | 矢作芳人   | 広尾レース（株）                     |
| 第58回 | 2022年11月5日  | 東京   | 1400m | オオバンブルマイ   | 牡2  | 1分20秒9 | 横山武史   | 吉村圭司   | 岡浩二                               |
| 第59回 | 2023年11月4日  | 東京   | 1400m | コラソンビート     | 牝2  | 1分20秒6 | 横山武史   | 加藤士津八 | （株）サラブレッドクラブ・ラフィアン |
| 第60回 | 2024年11月2日  | 東京   | 1400m | パンジャタワー     | 牡2  | 1分21秒2 | 松山弘平   | 橋口慎介   | （株）Deep Creek                     |